# Lavet

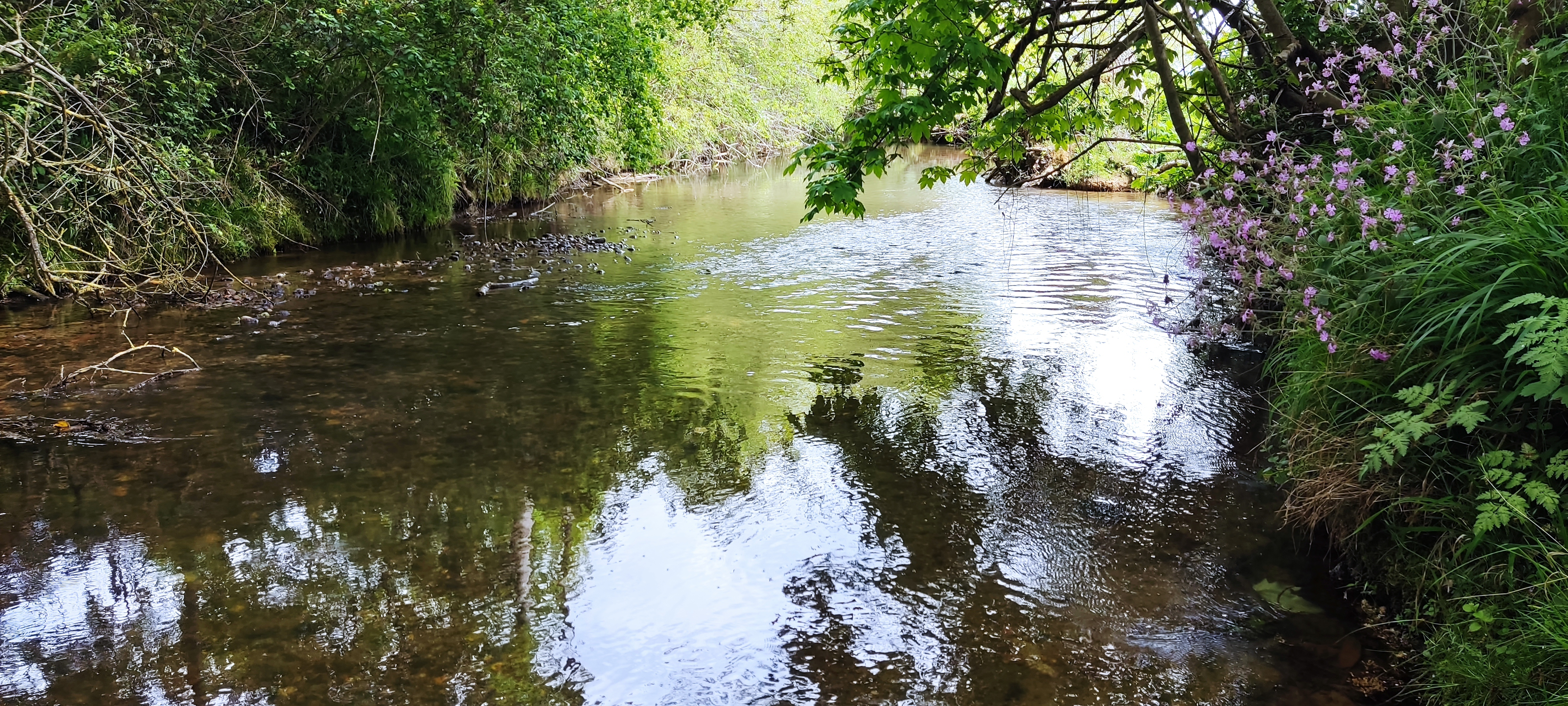
Lavet nach Ponlat (2024)

Der Lavet ist ein kleiner Fluss in Frankreich, der in der Region Okzitanien verläuft. Er entspringt am Plateau von Lannemezan, im nördlichen Gemeindegebiet von Saint-Laurent-de-Neste. Kurz nach seinem Quellbereich im Département Hautes-Pyrénées wechselt er ins Département Haute-Garonne und verläuft generell in östlicher Richtung. Nach rund 17 Kilometern mündet der Fluss an der Gemeindegrenze von Villeneuve-de-Rivière und Bordes-de-Rivière als linker Nebenfluss in die Garonne. Im Mündungsabschnitt quert der Lavet die Autobahn A64.
Wie die meisten Flüsse am Plateau von Lannemezan wird auch der Lavet vom Bewässerungskanal Canal de la Neste mit Wasser dotiert. 
Bei ihm verläuft es über folgende Verteilgewässer:
- Canal de la Neste – Save – Rigole de la Louge – Rigole de Lavet – Lavet de Derrière – Lavet

## Orte am Fluss
(Reihenfolge in Fließrichtung)
- Cap de la Goutte, Gemeinde Les Tourreilles
- Les Tourreilles
- Ponlat-Taillebourg